# Pont-Amboizé
Pour les articles homonymes, voir Pont (toponyme).
Pont-Amboizé est une ancienne commune française du département d'Indre-et-Loire. Elle n'a connu qu'une brève existence : avant 1794, la commune est supprimée et rattachée à Luzé.

## Source
- Des villages de Cassini aux communes d'aujourd'hui, « Notice communale : Pont-Amboizé », sur ehess.fr, École des hautes études en sciences sociales.